# Pyrausta ochriscriptalis
Pyrausta ochriscriptalis là một loài bướm đêm trong họ Crambidae.